# Bas Banning-serie
De Bas Banning-serie (1956-1962) is een reeks van oorspronkelijk twaalf jeugdboeken van A. van Aardenburg (pseudoniem van uitgever en schrijver Herman Pijfers) rond Bas Banning, HBS-scholier en aspirant-journalist. De 'spannende avonturen van een doodgewone jongen', zoals de ondertitel van de reeks luidt, spelen zich meestal af in Nederland, maar ook in Amerika, soms ook in de bergen en op zee. Mede door de spannende afbeeldingen op de omslagen, kende de serie meteen een grote populariteit. In de jaren zestig werden de boeken ook in de vorm van vier omnibussen aangeboden. In de jaren zeventig en tachtig verschenen vijf door anderen geschreven nieuwe avonturen, de laatste vier bij een andere uitgever.

## Publicatiegeschiedenis
De delen van de reeks zijn geschreven in drie perioden, maar de meeste delen stammen uit de eerste periode (1957-1962). In de tweede (1973-1974) periode verscheen een nieuw avontuur, de derde (1983-1984) periode behelst zelfs uitsluitend nieuwe titels en heeft dus met de oorspronkelijke reeks weinig meer te maken.

### Eerste reeks
De eerste twaalf delen in de avonturenreeks verschenen tussen 1956 en 1961 bij Uitgeverij De Fontein te Utrecht. Deze gebonden delen waren uitgevoerd in een witte linnen band met daarop het door J. Giling ontworpen logo van de reeks: in de vorm van een opengeslagen boek met in het midden het hoofd van de hoofdpersoon, omgeven door vier vignetten die verwijzen naar de avonturen. Elk deel was voorzien van een kleurenomslag, eveneens van de hand van Giling, dat een spannende of gevaarlijke episode uit het betreffende avontuur verbeeldde. Daarnaast bevatte elk deel binnen nog enkele illustraties van Giling in zwart-wit. De titelpagina vermeldde het seriemotto 'Spannende avonturen van een doodgewone jongen'. Van elk deel werden in enkele jaren meerdere drukken opgelegd.
In 1961 werd begonnen met een herdruk van de reeks als omnibus, Avonturen van Bas Banning, met drie titels per deel in een rode band. In plaats van het logo werd alleen de afbeelding van het hoofd van de hoofdpersoon op het rood gedrukt. Elk van deze vier omnibussen kreeg een omslag met daarop een afbeelding die een compilatie van de drie gebundelde avonturen voorstelde, nieuw getekend maar wel gebaseerd op de oorspronkelijke omslagen. Waarschijnlijk werden de teksten niet opnieuw gezet: een aanwijzing voor het gebruik van bestaand zetsel geeft de paginanummering, die bij elk avontuur opnieuw begon. Hoewel elk deel nog maar kort daarvoor apart gedrukt werd, was de markt nog niet verzadigd: eind 1961 noemde de uitgeverij de eerste omnibus als een van de drie best lopende titels uit haar fonds dat jaar.

### Tweede reeks
In 1973 bracht de inmiddels naar De Bilt verhuisde uitgeverij de dan al jaren niet meer herdrukte serie opnieuw uit, ditmaal als paperback met een licht gemoderniseerde tekst en nieuwe illustraties. De omslagen hadden niets meer met de oorspronkelijke van doen: was de hoofdpersoon op de oorspronkelijke afbeeldingen een van sproeten voorziene jonge jongen, nu is hij een adolescent met bakkebaarden. Hoewel ook deze reeks twaalf delen telde, gaat het niet alleen om herdrukken: slechts tien van de twaalf oorspronkelijke avonturen werden herdrukt, aangevuld met twee nieuwe avonturen, niet geschreven door de oorspronkelijke auteur. De uitgever heeft geprobeerd dit te verdoezelen: op de titelpagina van deze nieuwe avonturen, maar niet op het omslag, was achter de naam van de auteur de aanduiding "Jr." gezet. De bestaande delen werden niet als herdruk aangemerkt; het tellen van het aantal drukken begon voor deze paperbacks opnieuw.

### Derde reeks
'Na 1970 daalde de verkoop langzaam' en uiteindelijk besloot De Fontein de reeks 'niet langer in herdruk te nemen'. Vanaf 1983 verschenen bij A.W. Bruna Uitgevers te Utrecht vier delen als Zwarte Beertjes, waarmee Bas Banning nu ook een leven als pocketboek beschoren was. De schrijversnaam A. van Aardenburg werd bekort tot A. van Aarden, waarachter niet de oorspronkelijke auteur van de serie schuilging. Voor of achter in de boeken werden slechts die avonturen opgesomd die bij Bruna verschenen waren.

### E-boek
In 2010 werd op initiatief van de oorspronkelijke auteur Herman Pijfers een begin gemaakt met het uitbrengen van de oorspronkelijke twaalfdelige reeks als e-boek.

## Hoofdpersonen
- Bas Banning, HBS-scholier en leerling-journalist. In de laatste delen van de oorspronkelijke reeks is hij net klaar met zijn HBS-examen en als journalist aangesteld bij de krant, hoewel hij liever bij de televisie zou werken.
- Heiligers, corpulente persfotograaf en vriend van Bas, komt niet in alle delen voor. Woont aanvankelijk op kamers en betrekt later een woning.
- de familie Banning, vader, moeder, oudere broer Rob en zuster Paula

## Aard van de serie
De term 'doodgewone jongen' uit het motto van de serie, komt Bas uit een gezin dat het niet breed heeft. Dat hij in avonturen verzeild raakt, komt vooral door zijn opmerkingsgave, waardoor hem verdachte zaken opvallen. Ook wordt hij als aankomend reporter door de krant op gebeurtenissen afgestuurd. Kenmerkend is voor de meeste delen een doordachte intrige waarbij enkele verhaallijnen met elkaar verknoopt raken en er dus sprake is van een samenhangend avontuur, al is dit niet in alle delen het geval.

## Titels
In totaal zijn 17 delen verschenen. De eerste twaalf delen, verschenen in 1956-1962, zijn beeldbepalend, niet alleen omdat de serie toen haar hoogste populariteit bereikte, maar ook omdat de overige delen niet van de oorspronkelijke auteur zijn. De opsomming hieronder volgt de nummering in de reeks, die niet afwijkt van het verschijningsjaar.
Door A. van Aardenburg:
1. Bas Banning en de zwarte ruiter (1957)
2. Bas Banning en de vliegende cowboys (1957)
3. Bas Banning en de geheimzinnige kabelbaan (1957)
4. Bas Banning en de autosmokkelaars (1956)
5. Bas Banning en het Spaanse galjoen (1957)
6. Bas Banning en de Tour de France (1957)
7. Bas Banning en de DAF-600 (1957)
8. Bas Banning en de geheime raket (1956)
9. Bas Banning en de verdwenen Rembrandt (1962)
10. Bas Banning en de Rode hand (1959)
11. Bas Banning en de zweefmannen (1960)
12. Bas Banning en de schatgravers (1960)

Door anderen:
1. Bas Banning en de meesterspion (1974)
2. Bas Banning en de malle Maharadja (1974)
3. Smokkel in de polder (1983)
4. Paniek in het circus (1984)
5. Kogels bij de thee (1984)